# Un violento week-end di terrore
Un violento week-end di terrore è un film del 1976 diretto da William Fruet.

## Trama
Harry, ricco dentista e playboy, viaggia in auto in compagnia della modella Diane, la sua ultima conquista, diretto verso la bella villa in campagna dove la coppia intende trascorrere un felice week-end di passione. A guidare l'auto è la donna che, malauguratamente, ingaggia una gara con quattro brutti ceffi a bordo di un'auto e li fa uscire di strada. I quattro si salvano, ma promettono di farla pagare ai due malcapitati.
I quattro rintracciano la villa e la mettono a ferro e fuoco, uccidendo il dentista e tentando di fare lo stesso anche con Diane, sottovalutando però la caparbietà della donna. Alla fine Lep, il capo della banda, tenta di sparare con un fucile a Diane, che fugge a bordo della vettura del dentista. Lep però la raggiunge, cercando di colpire l'auto e di eliminare la donna. Dopo aver esaurito le munizioni, l'uomo prende un tronco d'albero e spacca il vetro della vettura, ma viene investito e muore. Diane, sotto shock, esce dall'auto ancora viva e finalmente salva.